# Ștefan Dragoș
Ștefan Dragoș (n. 19 noiembrie 1888, Sibiu – d. 1974, Blaj) a fost un farmacist, participant activ la formarea gărzilor și a Consiliului Național Român, de la Blaj și Tătârlaua. A contribuit la dezarmarea vechii jandarmerii fără vărsare de sânge. A fost deputat în Marea Adunare Națională de la Alba Iulia, organismul legislativ reprezentativ al „tuturor românilor din Transilvania, Banat și Țara Ungurească”, cel care a adoptat hotărârea privind Unirea Transilvaniei cu România, la 1 decembrie 1918.:p. 150-154
În timpul evenimentelor din perioada Unirii, Ștefan Dragoș a fost implicat în procesul de dezarmare a vechii jandarmerii fără vărsare de sânge. Această acțiune a fost esențială pentru menținerea ordinii și liniștii în timpul evenimentelor din Alba Iulia.

## Biografie
S-a născut la 19 noiembrie 1888, la Sibiu, din părinții Ștefan și Maria, de origine grănicerească-năsăudeană. Tatăl său a fost mic meseriaș pantofar, absolvent al școlii de arte și meserii. A ocupat aproape 30 de ani funcția de primar al orașului Blaj, inclusiv în toamna anului 1918, când a organizat Gărzile Naționale din Blaj. A contribuit esențial la constituirea Consiliului Național Român de la Blaj – fiind ales ca președinte – și la alegerea delegaților care au participat la Adunarea din 1 decembrie 1918 de al Alba Iulia.:p. 150-154
Ștefan Dragoș a urmat școala primară la Sibiu și Liceul din Blaj, iar facultatea de farmacie la Cluj. În perioada războiului a fost mobilizat și a lucrat ca sublocotenent farmacist pe diferite fronturi ale Imperiului Austro-Ungar, între care și pe cel din Galiția, unde a fost rănit și ulterior tratat în spitalul din Aiud. În perioada războiului a lucrat la diferite farmacii din Ungaria: la Szeged (unde a întâlnit, între alți români, pe Iuliu Hațieganu); Subotica (actualmente în Serbia) și Kanya Mare, lângă Fiume. Evenimentele din toamna anului 1918 l-au găsit la Blaj venit într-o permisie dar nu s-a mai întors la unitate. A depus, ca și tatăl său, o intensă activitate propagandistică și organizatorică pentru formarea gărzilor naționale și a Consiliului Național Român din Blaj, precum și pentru participarea cât mai multor cetățeni la Marea Adunare Națională din 1 decembrie, activând ca secretar al cercului electoral Alba Iulia Inferioară.:p. 150-154
Ștefan Dragoș, farmacist și activist național român, s-a născut la 19 noiembrie 1888 în Sibiu, un oraș cu o bogată moștenire culturală și istorică. Încă din tinerețe, Dragoș a arătat interes pentru domeniul științific și pentru cauzele sociale, fiind preocupat de bunăstarea comunității sale și de promovarea identității naționale românești.
După absolvirea studiilor în domeniul farmaciei, Dragoș și-a început cariera ca farmacist în Blaj, un important centru cultural și politic al românilor din Transilvania. Aici, el și-a dedicat energia și resursele pentru a sprijini mișcarea națională românească și pentru a contribui la organizarea și mobilizarea comunității locale în vederea obținerii drepturilor și a autonomiei.
Dragoș a fost un susținător activ al formării gărzilor naționale și al stabilirii unor structuri administrative românești în regiune. El a fost implicat în procesul de dezarmare a vechii jandarmerii, acțiune care s-a desfășurat fără vărsare de sânge și care a contribuit la menținerea păcii și a ordinei în timpul evenimentelor din perioada Unirii de la Alba Iulia.
Prin activitatea sa politică și civică, Dragoș a devenit o figură respectată în comunitatea românească din Transilvania și a fost ales ca deputat în Marea Adunare Națională de la Alba Iulia, organismul legislativ reprezentativ al românilor din Transilvania, Banat și Țara Ungurească. Aici, el a fost printre cei care au adoptat hotărârea privind Unirea Transilvaniei cu România la 1 decembrie 1918, marcând astfel un moment istoric deosebit pentru poporul român.
În ziua de 1 decembrie 1918 Ștefan Dragoș a întâlnit-o pe Mărioara Domșa, care era elevă la școala normală de fete din Sibiu, cu care s-a căsătorit un an mai târziu și care era nepoata memorandistului Augustin Bunea și strănepoata lui David Urs de Marginea, fost colonel în armata imperială austriacă. Ei au avut trei copii, dintre care Lucia, căsătorită Hâncu, este mama lui Nicolae Hâncu.:p. 150-154
Cu ocazia sărbătoriri a 50 de ani de la sărbătoarea Unirii Ștefan și Maria Dragoș au primit câte o medalie comemorativă pe care au donat-o nepoților lor.:p. 150-154
A decedat la vârsta de 86 ani, în anul 1974, și a fost înmormântat în cimitirul din Blaj.:p. 150-154

## Activitatea politică
Ștefan Dragoș a participant activ la formarea gărzilor și a Consiliului Național Român, de la Blaj și Tătârlaua. A contribuit la dezarmarea vechii jandarmerii fără vărsare de sânge, convingându-l pe căpitanul Gross să se predea.:p. 150-154. Ca deputat în Marea Adunare Națională din 1 decembrie 1918 a reprezentat, ca delegat de drept, Comitatul Alba de Sus, Cercul Aiudului.